# Андрианов, Кузьма Андрианович
Кузьма Андрианович Андриа́нов (1904—1978) — советский химик. Академик АН СССР. Герой Социалистического Труда. Лауреат Ленинской премии.

## Биография
Родился 15 (28 декабря) 1904 года в деревне Кондраково (ныне Зубцовский район, Тверская область).
- 1930 — окончил МГУ имени М. В. Ломоносова.
- 1929—1954 — работает в ВЭИ.
- 1930—1932 — преподаёт в МКИ.
- 1933—1941 — преподаёт в МХТИ[2].
- 1941—1959 — преподаёт в МЭИ (с 1946 года — профессор).
- 1946—1953 — работает в ВИАМ.
- С 1954 года — работает в ИНЭОС РАН.
- С 1959 года — заведует кафедрой синтеза элементоорганических и неорганических полимеров в МИТХТ имени М. В. Ломоносова.

Академик АН СССР (1964; член-корреспондент с 1953 года). Член ВКП(б) с 1949 года. Почётный член Будапештского политехнического университета (1965).

Могила К. А. Андрианова на Новодевичьем кладбище Москвы.

Скончался 13 марта 1978 года. Похоронен в Москве на Новодевичьем кладбище.(участок № 9)

## Научная деятельность
Основные труды в области синтеза и технологии высокомолекулярных соединений, в особенности кремнийорганических. В 1937 году впервые осуществил синтез полиорганосилоксанов. С 1947 года разрабатывает основные принципы синтеза полимеров с неорганическими цепями молекул, в том числе полиорганометаллосилоксанов. Руководил работами по синтезу термостойких кремнийорганических полимеров и материалов на их основе, получивших широкое применение для изоляции электрических машин, аппаратов, производства смазочных веществ, пластических масс, лакокрасочных покрытий и др.
К. А. Андрианову принадлежит приоритет разработки методов синтеза мономерных и высокомолекулярных кремнийорганических соединений — смол, жидкостей и каучуков, создания на базе ВИАМ первого в стране малотоннажного производства кремнийорганики и авиационных материалов на её основе.

## Публикации
- Кремнийорганические соединения, М., 1955.
- Практические работы по искусственным смолам и пластмассам, 2 изд., М.—Л., 1946 (совм. с Д. А. Кардашевым).
- Высокомолекулярные кремнийорганические соединения, М., 1949 (совм. с М. В. Соболевским).
- Органические диэлектрики и их применение в промышленности средств связи, М,—Л., 1949 (совм. с С. А. Ямановым).
- Теплостойкие кремнийорганические диэлектрики, М.—Л., 1957.

## Награды и премии
- Герой Социалистического Труда (1969)
- Сталинская премия второй степени (1943) — за разработку новых видов пластмасс и их применение в кабельной промышленности
- Сталинская премия второй степени (1946) — за разработку методов получения кремнеорганических соединений, имеющих важное практическое значение
- Сталинская премия третьей степени (1950) — за разработку и внедрение новых авиационных двигателей
- Сталинская премия (1953)
- Ленинская премия (1963) — за исследования в области полимеров с неорганическими главными цепями молекул (1952—1962)
- четыре ордена Ленина (16.5.1947; 26.12.1964; 13.3.1969; 27.12.1974)
- орден Трудового Красного Знамени (2.6.1952)
- орден Красной Звезды (21.12.1942)
- медали
- медаль «Китайско-советская дружба» (КНР)